# Teraz Koszalin
Teraz Koszalin – bezpłatny tygodnik miejski, ukazujący się od stycznia 2007 roku na terenie Koszalina.
Tygodnik wydawany jest w nakładzie 12 tysięcy egzemplarz. Jego tematyka – dotycząca głównie społeczności, kultury i polityki – dotyczy spraw lokalnych. Wydawcą są Media Regionalne Sp z o.o. Oddział w Koszalinie.
Początkowo jego redaktorem naczelnym był Mirosław Marek Kromer (również red. naczelny „Głosu Koszalińskiego”). Od numeru 1 z 2011 redaktor naczelną została Justyna Duchowska.